# Derramamento de petróleo na costa do Peru
O derramamento de petróleo na costa do Peru ocorreu na madrugada de 15 de janeiro de 2022 devido à queda de petróleo bruto do navio de bandeira italiana Mare Doricum, de propriedade da empresa espanhola Repsol, nos mares do distrito de Ventanilla, na província constitucional de Callao, no Peru. A empresa atribuiu a responsabilidade pelo vazamento às ondas geradas após o tsunami causado pela erupção vulcânica em Tonga. Foi descrito pela Agência de Avaliação e Fiscalização Ambiental (OEFA) como o maior desastre ecológico do Peru.
As ondas contaminadas com petróleo bruto se espalharam para lugares tão distantes de Ventanilla como Ancón e Santa Rosa no norte da província de Lima, bem como Aucallama e Chancay no oeste da província de Huaral. O governo peruano declarou uma emergência ambiental de 90 dias, o impacto econômico foi perdas de S/ 100.000 no setor pesqueiro, uma vez que o consumo marinho caiu nos mercados por medo de os cidadãos contraírem doenças causadas pela poluição. A Marinha de Guerra do Peru e o Grupo Repsol del Perú acusaram-se mutuamente de responsabilidade pelo vazamento.
Dos setores civis, foram criadas campanhas para limpar as costas afetadas e resgatar animais cobertos de óleo, incluindo a doação de cabelos humanos, com postos de doação em todo o país. A posição do Estado peruano foi contraditória diante dessas campanhas, pois alguns municípios de cidades metropolitanas como Lima e Trujillo a promoveram, enquanto o Ministério do Meio Ambiente pediu que essas campanhas cessassem por serem ineficazes e até contraproducentes.

## Fatos

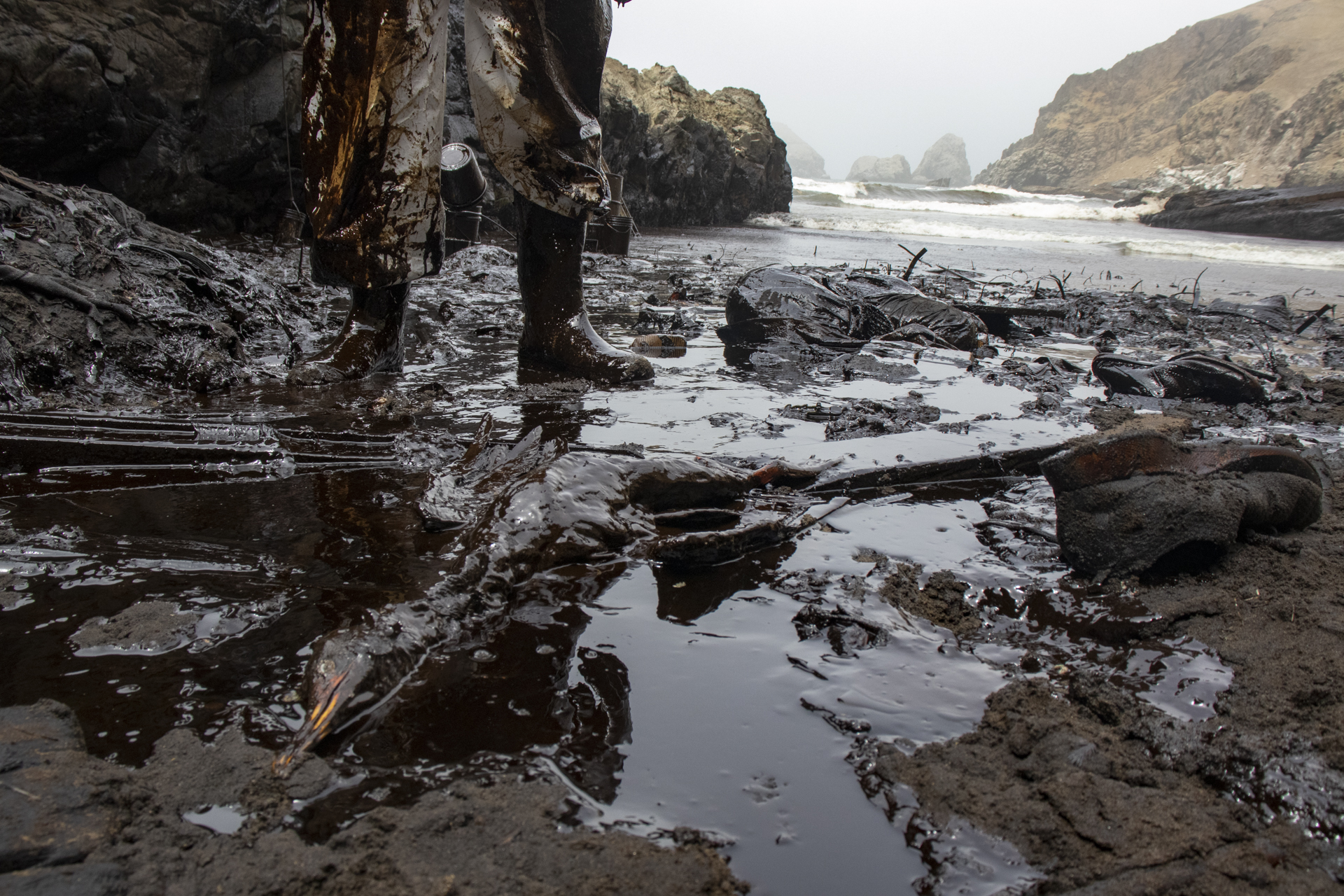
Derramamento de petróleo em Ventanilla. Ave envolta em petróleo que foi encontrada na Praia Cavero, na cidade de Ventanilla. O local foi afetado pelo derrame de petróleo na costa peruana causado pela empresa Repsol

O vazamento começou na madrugada de sábado, 15 de janeiro de 2022, durante o processo de descarga na refinaria La Pampilla, administrada pelo Grupo Repsol del Perú SAC, subsidiária da empresa espanhola Repsol, em Callao. Inicialmente, a Repsol indicou que apenas sete galões de petróleo bruto foram derramados, pela manhã verificou-se que a magnitude do desastre era muito maior, calculando-o em 6.000 barris despejados no mar.
Em 25 de janeiro, a OEFA e a Marinha do Peru informaram a detecção de um segundo derramamento de óleo no mesmo terminal multibóias nº 2 da refinaria La Pampilla que não havia sido relatado pela Repsol. Foram oito barris derramados, ou seja, mais de 1.270 litros despejados no mar. De acordo com as investigações, esse novo vazamento ocorreu na verdade um dia antes, em 24 de janeiro. Por sua vez, a petroleira espanhola se defendeu argumentando que se tratava apenas de um "afloramento controlado de resquícios".

## Repercussões

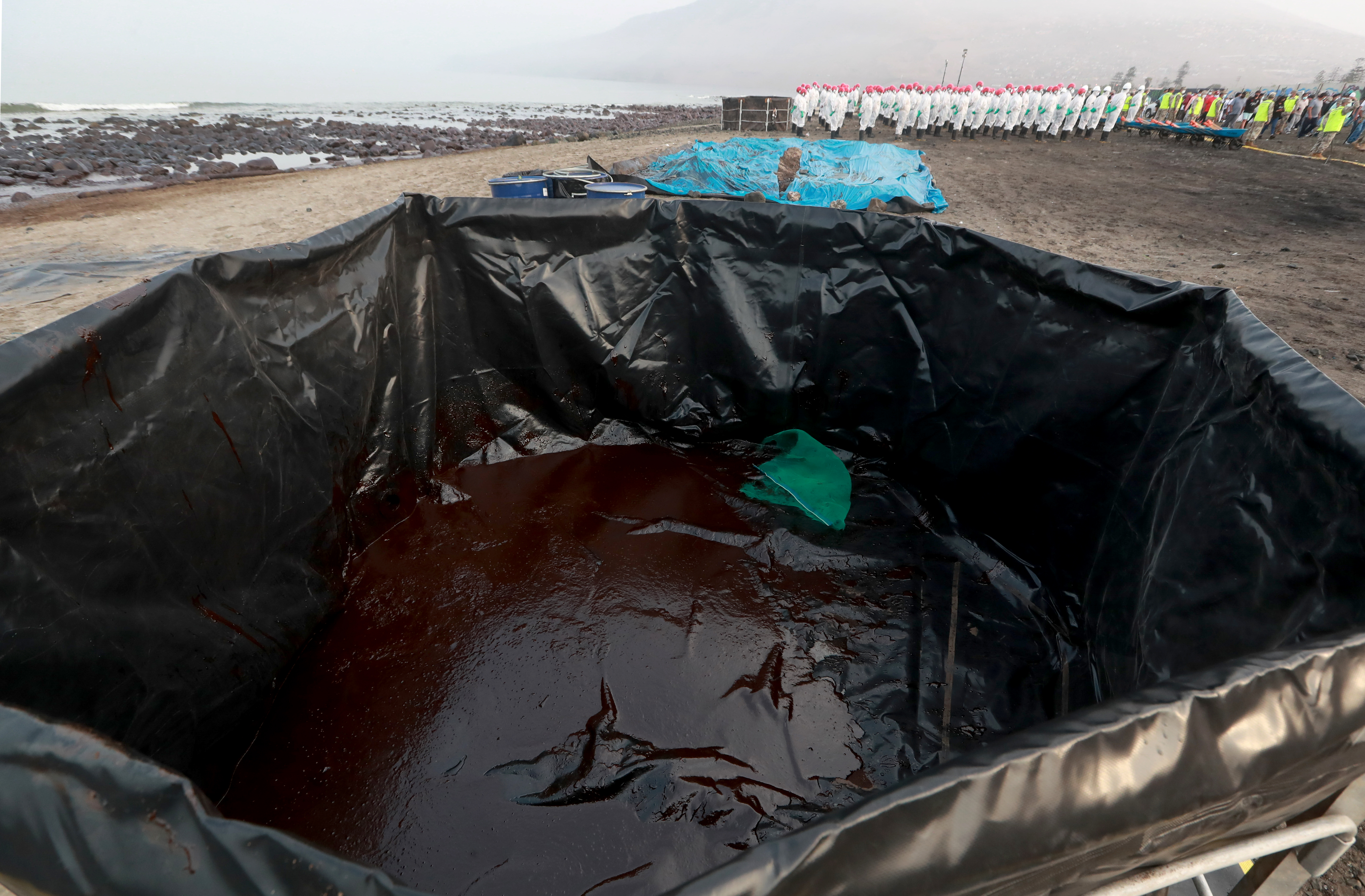
Coleta de petróleo na baía de Ancón

De acordo com a Agência de Avaliação e Fiscalização Ambiental (OEFA), o derramamento de óleo afeta cerca de 1.187 km² de mar e 1.740 km² de faixa praia-costeira, cerca de 17 praias foram afetadas desde a refinaria La Pampilla até a praia de Peralvillo em Chancay e mais de 500 hectares das áreas naturais protegidas da Reserva nacional Sistema de Islas, Islotes y Puntas Guaneras (setor de Ilhas do Grupo de Pescadores) e a Zona reservada de Ancón.
Para determinar o tamanho da área afetada, a OEFA está realizando uma inspeção in loco da orla das praias com quatro equipes de fiscalização, além de inspeções aéreas por meio de drones.
O ministro do Meio Ambiente do Peru, Rubén Ramírez Mateo, declarou que a petroleira não informou imediatamente o acidente ao governo peruano e que a multa pode chegar a 138 milhões de sois peruanos, cerca de 35 milhões de dólares.

## Reações
- O Presidente peruano Pedro Castillo sobrevoando a área do derramamentoNa quarta-feira, 19 de janeiro, o Presidente do Peru, Pedro Castillo, sobrevoou as áreas afetadas pelo derramamento de óleo.[23] No dia seguinte, assinou o decreto supremo 003-2022-MINAM que declara a emergência climática de interesse nacional e propõe linhas de ação prioritárias em governança climática, educação sobre mudanças climáticas, monitoramento e acompanhamento, financiamento climático, direitos humanos, e justiça climática.[24][25]
- A Organização das Nações Unidas ofereceu assistência ao governo peruano "e a todos os peruanos, que enfrentam o impacto de um trágico derramamento".[26] Em 23 de janeiro, especialistas da ONU chegaram ao país sul-americano para avaliar o impacto dos vazamentos.[27]
- O ator e ativista ambiental americano Leonardo DiCaprio, através de sua conta oficial no Instagram, compartilhou uma notícia do NowThis News sobre o derramamento de óleo e sua expansão na costa peruana.[28]

## Investigações
A empresa atribuiu a responsabilidade pelo vazamento às ondas geradas após o tsunami causado pela erupção vulcânica em Tonga.
A versão do capitão do navio Mare Doricum, Giacomo Pisani, difere da Repsol: por um lado, afirma que a Repsol não enviou mergulhadores para verificar o estado da mangueira de onde o petróleo bruto foi despejado no oceano; por outro lado, atender ao pedido de assistência técnica contra ondas seis horas após sua realização.
A Promotoria do Peru abriu uma investigação por contaminação ambiental contra a Refinaria La Pampilla. Por seu lado, a Repsol defende que nem o governo peruano nem a Marinha de Guerra emitiram alertas de tsunami na costa peruana, pelo que as suas operações não foram suspensas.